# 25 fructidor
25 thermidor 25 jour complémentaire
Le quintidi 25 fructidor, officiellement dénommé jour de l'écrevisse, est le 355e jour de l'année du calendrier républicain.
C'était généralement le 11e jour du mois de septembre dans le calendrier grégorien.